# Мангиферин
Мангиферин — соединение, выделяемое из коры и листьев дерева манго. Этот полифенол сначала применяли как краситель, он хорошо окрашивал шёлк в желто-коричневый цвет.
В 1960-х годах ученые расшифровали структуру мангиферина, а с начала XXI века интерес к его свойствам резко вырос, как и число публикаций о нем. Доказательств эффективности препарата не существует: несмотря на давние народные традиции, выпуск коммерческих препаратов и все более широкое их использование, клинических исследований, посвященных действию мангиферина, практически нет. Эффекты этого вещества исследовали только на клеточных культурах и на животных.